# Кубок Испании по футболу 1975/1976
Кубок Испании по футболу 1975/1976 — 72-й розыгрыш Кубка Испании по футболу выиграл Атлетико Мадрид. Этот кубок стал пятым в истории команды.
Соревнование прошло в период с 12 октября 1975 по 26 июня 1976 года.

## Результаты матчей

### 1/4 финала
| Команда 1   | Итог | Команда 2       | 1-й матч | 2-й матч |
| ----------- | ---- | --------------- | -------- | -------- |
| Тенерифе    | 1:2  | Реал Сарагоса   | 1:0      | 0:2      |
| Реал Бетис  | 4:3  | Эспаньол        | 3:1      | 1:2      |
| Барселона   | 3:4  | Атлетико Мадрид | 2:3      | 1:1      |
| Лас-Пальмас | 3:3  | Реал Сосьедад   | 3:1      | 0:2      |

- Дополнительный матч

| Команда 1   | Счёт | Команда 2     |
| ----------- | ---- | ------------- |
| Лас-Пальмас | 2–3  | Реал Сосьедад |

### 1/2 финала
| Команда 1     | Итог | Команда 2       | 1-й матч | 2-й матч |
| ------------- | ---- | --------------- | -------- | -------- |
| Реал Сарагоса | 3:2  | Реал Бетис      | 2:1      | 1:1      |
| Реал Сосьедад | 1:2  | Атлетико Мадрид | 0:1      | 1:1      |

### Финал
| 26 июня, 1976   | \| Атлетико Мадрид \| 1:0 \| Реал Сарагоса \| \| Гарате 26′ \| Голы \| \| | Сантьяго Бернабеу, Мадрид Зрителей: 80 000 |
| Атлетико Мадрид | 1:0                                                                       | Реал Сарагоса                              |
| Гарате 26′      | Голы                                                                      |                                            |